# Nethercote, New South Wales
Nethercote är en ort i Australien. Den ligger i kommunen Bega Valley och delstaten New South Wales, i den sydöstra delen av landet, omkring 370 kilometer söder om delstatshuvudstaden Sydney. Orten hade 332 invånare år 2021.
Närmaste större samhälle är Eden, nära Nethercote. 